# Crystal Boys
Cristal Boyz (en chino tradicional, 孽子; pinyin, niè zǐ) es una serie de televisión taiwanesa de 2003, emitido por la cadena Public Television Service

## Argumento
Ah Qin es un adolescente gay que tras ser descubierto semidesnudo con su mejor amigo, Zhao Ying, en el laboratorio de su escuela por el conserje, es expulsado de la misma. Ah Qin también es expulsado de su casa cuando su conservador padre militar se entera de lo ocurrido. Después su vida continúa en el New Park en Taipéi, donde los homosexuales se congregan y forman un sitio para ellos cuando la noche cae. Entonces Ah Qin se hace amigo de tres personas homosexuales y del líder.
Este drama gira alrededor de sus vidas, y habla sobre los problemas familiares y de los problemas del amor.

## Reparto
- Viter Fan es Li Qing (A Qing).
- Jin Qin es Xiao Yu.
- Joseph Chang es Wu Min.
- Rex Wu es Lao Shu.
- Tony Yang es Zhao Ying.
- Ke Jun Xiong es el padre de A Qing.
- Ke Shu Qin es la madre de A Qing.
- Ding Qiang es el Yang.
- Wang Ban es el Fu.
- Tuo Zong Hua es Wang Kui Long (Long Zi).
- Umin Boya es Ah Feng.
- Gou Feng es el padre de Long Zi
- Li Xuan es la madre de Long Zi.
- Li Kun es Lao Zhou.
- Shen Meng Sheng es el Sr. Zhang
- Jin Shi Jie es Guo Lao.
- Xiao Ai es Li Yue.
- Yang Li Ying es la madre de Xiao Yu.
- Tian Feng
- Lin Yi Xiong es Lin Mao Xiong.
- Zhang Jie es Xiao Ah Qing.
- Wu Qing es Da Di Wa.
- Wen Shuai es el Huang.
- Yang Jie Mei es la Sra. Huang
- Hsia Ching Ting es Wu Ya.
- Huang Shi Wei
- Wang Man Jiao es la esposa de Yang.
- Wang Sun
- Tie Meng Qiu es Zhao Wu Chang.
- Wei Shao Peng es Wu Chun Hui.
- Li Lie es la hermana del Sr. Zhang
- Wang Yi Shi es Xioa Zhen.
- Wang Qi Zhan es el novio de Xiao Zhen.
- Wang Di Hao
- Zhang Long es Wu.
- Lang Zu Jun es Lucy.
- Wu Yan es Li Mu.
- Fu Lei es Long Wang Ye.
- Liu Yin Shang
- Yan Hong Ya es Yan.
- Wang Ming Tai
- Deng An Ning
- Cai Ming Xiu es el padre de Wu Min.
- Wilson Chen
- Figaro Ceng

## Premios
- 38th Golden Bell Awards: Mejor drama
- 38th Golden Bell Awards: Mejor actriz: Ke Shu Qin
- 38th Golden Bell Awards: Mejor director: Tsao Jui Yuan
- 38th Golden Bell Awards: Mejores efectos de sonido
- 38th Golden Bell Awards: Mejor iluminación
- 38th Golden Bell Awards: Mejor dirección de arte